# Fabricación de armas nucleares
Fabricación de armas nucleares: según la teoría de relatividad, E=mc² significa que la energía es igual a la masa multiplicada por la velocidad de la luz al cuadrado, la materia es en realidad lo mismo que la energía, solo que en una forma diferente. El resultado es que debería ser posible convertir la materia en energía. Convertir materia en energía no es fácil, el sol lo hace naturalmente por un proceso llamado fusión nuclear. El sol es una bola gigantesca de gas hidrógeno principalmente, tiene presiones intensas y un calor interno creado en su núcleo debido a su gravedad. Es bajo este calor y presión que los átomos de hidrógeno se fusionan para crear helio y liberar energía. Sin embargo, no es fácil recrear las intensas condiciones necesarias para generar la fusión nuclear en la Tierra, por lo que las bombas atómicas utilizan otro proceso llamado fisión nuclear.

## Introducción
Una reacción de fisión nuclear es justo lo contrario de la fusión nuclear. En lugar de juntar átomos, se rompen en pedazos. Cuando un neutrón (una partícula subatómica) con suficiente energía golpea un átomo de material radioactivo como el uranio, el átomo de uranio se dividirá en dos átomos más pequeños y se libera parte de la energía que mantuvo unido el átomo original. Si se utiliza el tipo correcto de uranio, la ruptura también liberará neutrones adicionales capaces de dividir otros átomos. Si este proceso continúa con cada nueva división liberando neutrones que a su vez dividen otros átomos, entonces se llama reacción en cadena. Debido a la velocidad involucrada en una reacción nuclear, miles de millones de átomos pueden ser divididos en una pequeña fracción de segundo.
Si la reacción se produce a un nivel controlado, la fisión produce energía de manera controlable. Esto es lo que ocurre en el corazón de una central nuclear. La energía liberada se utiliza para calentar el agua hasta convertirla en vapor y el vapor hace girar las turbinas que están conectadas a los generadores para producir electricidad. Si la reacción se produce a un nivel incontrolado, el núcleo del reactor puede fundirse (ver fusión del núcleo) y puede producirse una explosión.
Puede parecer que las centrales nucleares son bombas atómicas potenciales, pero el uranio utilizado en las centrales nucleares no es del tipo que podría sostener una reacción en cadena a una velocidad lo suficientemente alta como para causar una explosión (sin embargo, las centrales nucleares están sujetas a explosiones potenciales causadas por la presión del vapor y otros factores). De hecho, diseñar un dispositivo que no explote antes de tiempo, es uno de los principales problemas de diseño a la hora de construir una bomba atómica.

## Diseño de la bomba
El uranio o el plutonio pueden utilizarse como combustible para las bombas atómicas. Ambos son altamente radioactivos. Esto significa que están constantemente derramando partículas subatómicas incluyendo neutrones. Solo ciertos isótopos de estos materiales, como el uranio 235 y el plutonio 239, emiten sistemáticamente neutrones de una energía tan alta que dividen los átomos. Cuando se une una cantidad suficiente de material, entonces comienza la reacción en cadena y la masa se vuelve crítica. Más adelante, cuando la masa de material radiactivo tiene una reacción en cadena en aumento, y más átomos se rompen a cada momento, entonces la masa se vuelve super-crítica.
Mientras que juntar suficiente uranio 235 en una sola masa hará que esa masa se vuelva super-crítica (esto puede causar un accidente y crear una fuente de radiación que matará a cualquier persona que esté cerca del dispositivo sin la protección adecuada), esto por sí solo no es suficiente para crear una bomba atómica. El material debe mantenerse comprimido el tiempo suficiente para que se produzca la reacción en cadena, y la bomba debe ser capaz de resistir la energía inicial de la explosión que potencialmente puede destruir el dispositivo nuclear. Hay dos métodos bien conocidos para hacer esto. El primero es conocido como el método de la "pistola".

### Método de la pistola

Arma de fisión nuclear (método de la pistola).

Esta es la manera más fácil de construir un arma nuclear. La bomba atómica utilizada en la ciudad japonesa de Hiroshima durante la Segunda Guerra Mundial utilizó este método. El arma consiste en un tubo (muy parecido al cañón de un arma) con la mitad de la carga nuclear fijada en un extremo y la otra mitad (la mitad móvil) en el extremo opuesto. Una carga explosiva convencional se coloca detrás de la parte móvil que puede ser considerada como una bala. 
Cuando la carga convencional es detonada, la bala corre por el tubo y choca contra la carga fija en el otro extremo. Una vez que las dos mitades del combustible nuclear se juntan y se mantienen juntas el tiempo suficiente, comienza la reacción en cadena, el combustible se vuelve supercrítico y tiene lugar la explosión nuclear.
Aunque el método de la pistola es fácil de diseñar, tiene algunas desventajas. La más grande es la necesidad de asegurarse de que las dos partes del combustible nuclear se unan con la suficiente rapidez. A medida que las dos secciones se acercan a una pulgada de distancia, comenzarán a intercambiar neutrones que podrían iniciar una reacción en cadena. Si las dos partes se vuelven supercríticas antes de que se acerquen lo suficiente, la fuerza de la energía liberada las hará estallar antes de que se produzca la explosión principal. Este tipo de error se considera una detonación fallida.
Otro problema es que este método es menos eficiente, porque requiere entre 20 y 25 kilogramos (alrededor de 44 a 55 libras) de uranio enriquecido. Otros enfoques pueden usar tan poco como 15 kilogramos de uranio (aproximadamente 33 libras). Dado que el uranio y el plutonio de grado armamentístico son muy difíciles de conseguir, esto es una desventaja real cuando se trata de construir este tipo de armas.
Además, el método de la pistola solo funciona si el uranio se utiliza como combustible. El proceso de la creación del plutonio, generalmente hace que este se contamine con otros materiales y subproductos de la fabricación, los cuales aumentan la posibilidad de que el combustible nuclear se convierta en una masa super-crítica, antes de que las dos secciones estén lo suficientemente cerca una de la otra. 
Esto, a su vez, aumenta las posibilidades de que ocurra una detonación fallida en lugar de una explosión. Para hacer que el método de la pistola funcione de una manera fiable con el plutonio, sería necesario aumentar significativamente la velocidad de la bala. Este método requiere que el arma nuclear tenga un tamaño muy grande, lo que la hace poco práctica.

### Método de implosión

Arma de fisión nuclear (método de implosión).

Si se utiliza el plutonio para alimentar una bomba, es necesario utilizar el método de implosión. Con este método, el combustible nuclear se transforma en una esfera. Se colocan explosivos convencionales a su alrededor. Cuando éstos son detonados, la fuerza de la explosión comprime la esfera y la convierte en una masa supercrítica, durante el tiempo suficiente para que la explosión tenga lugar. Aunque el principio parece fácil, es difícil hacer que funcione. La bomba no puede simplemente estar rodeada de explosivos de gran potencia. La onda de choque que la comprime debe ser precisamente esférica, de lo contrario el material de la fosa escaparía a través de un punto débil en la estructura. 
Para crear la fuerza explosiva necesaria en una esfera perfecta, se utilizan cargas explosivas con forma esférica (a veces llamadas lentes explosivas). La bomba Fatman que arrasó la ciudad japonesa de Nagasaki en la Segunda Guerra Mundial utilizó 32 cargas dispuestas alrededor de la esfera. Para crear la onda de choque esférica no solo es necesario colocar las cargas en la posición correcta y en la forma correcta, sino que deben detonarse en el momento exacto. Una carga que detone tarde creará un agujero en la onda de choque a través del cual la energía de la explosión convencional puede escapar.
El diseño de la implosión es generalmente considerado superior en casi todos los sentidos al método de la pistola y es la elección de cualquier organización o país con los recursos necesarios para diseñar y construir una arma nuclear. Una de las principales ventajas que tiene este método, es la de hacer más eficiente la implosión, aumentando la eficacia de los explosivos convencionales. 
Construir un arma nuclear básica no es fácil, en 1964 el Ejército de los Estados Unidos contrató a dos profesores con doctorados en física, pero sin experiencia en armas nucleares ni acceso a secretos nucleares. 
A los dos se les encomendó la tarea de diseñar una bomba atómica utilizando únicamente la información disponible para el público en general. Les tomó aproximadamente dos años, pero al final diseñaron un dispositivo de implosión que podría haber producido una explosión nuclear con una potencia similar a la Bomba de Hiroshima.
Lo único que les resultó extremadamente difícil fue conseguir el material adecuado para alimentar la bomba: uranio 235 o plutonio 239. Solo una pequeña fracción del uranio natural que se extrae de la tierra es el isótopo 235, y separarlo de los otros isótopos es una tarea importante que requiere enormes complejos industriales que trabajan durante años para aislar solo unas pocas libras de combustible nuclear. 
De hecho, la mayoría de los programas de armamento evitan esto utilizando plutonio, que rara vez se encuentra en la naturaleza, pero puede crearse exponiendo los tipos más comunes de uranio a la radiación en un reactor nuclear. Sin embargo, el plutonio es extremadamente difícil de manejar. Es uno de los materiales más tóxicos conocidos por el ser humano, especialmente si es inhalado.
Es precisamente la dificultad de conseguir y manejar estos materiales fisionables lo que protege al mundo de las personas, organizaciones y regímenes que desean construir armas nucleares. Es por esta razón que la no proliferación de material nuclear es una de las principales preocupaciones de la mayoría de los gobiernos y existe un gran recelo y preocupación, hacía los países y naciones que construyen reactores nucleares potencialmente capaces de crear plutonio de grado armamentístico para construir armas de destrucción masiva nucleares.  
De todas formas, y aunque los conocimientos necesarios para construir un artefacto nuclear no pueden ser controlados por los gobiernos de la Tierra, afortunadamente si que es posible rastrear y controlar los materiales de construcción necesarios para construir una bomba atómica.

### Arma de fisión intensificada

Dispositivo nuclear de implosión.

Este dispositivo se refiere generalmente a un tipo de arma nuclear que utiliza una pequeña cantidad de combustible (generalmente tritio para generar un reacción de fusión nuclear en el interior del núcleo de una bomba atómica de fisión accionada por explosivos convencionales mediante el método de implosión, y así liberar muchos neutrones, estos neutrones a su vez aumentan la potencia de la fisión nuclear e incrementan la potencia de la detonación nuclear. Los neutrones liberados por la reacción de fusión se agregan no solamente a los neutrones liberados por la fisión, sino que también inducen reacciones de fisión posteriores, liberando de esta manera más neutrones. La tasa de fisión aumenta entonces hasta alcanzar unos valores muy altos, lo que permite que una gran cantidad de material fisionable sea sometido a la fisión nuclear antes de ser desintegrado por la propia detonación nuclear. El proceso de fusión en sí mismo contribuye solamente a una pequeña cantidad de la energía total (aproximadamente el 1%) del proceso. La idea de impulsar este tipo de arma fue originalmente desarrollada entre finales de 1947 y finales de 1949 en el Laboratorio Nacional de Los Álamos de la Universidad de California en Nuevo México, Estados Unidos. Se cree que un arma de este tipo fue utilizada en la prueba nuclear de Corea del Norte de enero de 2016.

### Arma termonuclear

Imagen del dispositivo Teller-Ulam.

Un arma termonuclear es un diseño de arma nuclear de segunda generación que utiliza una etapa secundaria de fusión nuclear que consiste en un tamper de implosión, combustible de fusión y una bujía de encendido que es bombardeada por la energía liberada por la detonación de una bomba de fisión primaria en su interior, comprimiendo el material combustible (tritio, deuterio o deuteruro de litio) y causando una reacción de fusión. Algunos diseños avanzados utilizan neutrones rápidos producidos por esta segunda etapa para encender una tercera etapa de fisión o fusión rápida. La bomba de fisión y el combustible de fusión se colocan cerca uno del otro en un contenedor especial que refleja la radiación, llamado caja de radiación, que está diseñado para contener los rayos X durante el mayor tiempo posible. El resultado es un gran aumento de la potencia explosiva en comparación con las armas de fisión de una sola etapa. El dispositivo se denomina coloquialmente bomba de hidrógeno o bomba H, porque emplea la fusión de isótopos de hidrógeno.
Conceptos básicos de la configuración del proceso Teller-Ulam. Los rayos X producidos por una explosión de fisión primaria dirigida en un extremo de una cámara calientan y comprimen el material combustible en el otro extremo, desencadenando la reacción de fusión secundaria. El primer ensayo termonuclear a gran escala fue realizado por los Estados Unidos en 1952; desde entonces, el concepto ha sido utilizado por la mayoría de las potencias nucleares del mundo en el diseño de sus armas.
El diseño moderno de todas las armas termonucleares en Estados Unidos es conocido como la configuración Teller-Ulam por sus dos principales contribuyentes, Edward Teller y Stanislaw Ulam, quienes la desarrollaron en 1951 para Estados Unidos, con ciertos conceptos desarrollados con la contribución de John von Neumann. Dispositivos similares fueron desarrollados por la Unión Soviética, el Reino Unido, Francia y China.
Dado que las armas termonucleares representan el diseño más eficiente para el rendimiento energético de las armas con rendimientos superiores a 50 kilotones de TNT (210 TJ), prácticamente todas las armas nucleares de este tamaño desplegadas por los cinco estados poseedores de armas nucleares en virtud del Tratado de No Proliferación Nuclear son hoy en día armas termonucleares que utilizan el diseño Teller-Ulam.
El mecanismo de implosión de radiación aprovecha la diferencia de temperatura entre el canal de radiación circundante caliente de la etapa secundaria y su interior relativamente frío. Esta diferencia de temperatura se mantiene brevemente por una barrera de calor masiva llamada "empujador" (en inglés: tamper), que también sirve como un tamper de implosión, aumentando y prolongando la compresión de la fase secundaria. Si está hecho de uranio, uranio enriquecido o plutonio, puede capturar los neutrones de fusión producidos por la reacción de fusión y producir una fisión nuclear, aumentando el rendimiento explosivo global. Además de eso, algunos diseños también hacen uso de la radiación, utilizando un material fisible que puede alcanzar la fisión. Como resultado, estas bombas pasan por una tercera etapa de fisión nuclear. Actualmente, la mayoría de las armas nucleares que utilizan el diseño Teller-Ulam, son armas de fisión-fusión-fisión. La fisión del "tamper" debido a la radiación, es la principal contribución al rendimiento total de la bomba, y la detonación de la misma produce una intensa lluvia radiactiva, como resultado de la fisión nuclear y la explosión.